# Villanueva del Conde
Villanueva del Conde ist ein westspanischer Ort und eine Gemeinde (municipio) mit 174 Einwohnern (Stand: 2024) in der Provinz Salamanca in der Autonomen Gemeinschaft Kastilien-León.

## Lage und Klima
Villanueva del Conde liegt etwa 82 Kilometer südsüdwestlich von Salamanca in einer Höhe von gut 800 m.
Das Klima ist gemäßigt bis warm; Regen (ca. 696 mm/Jahr) fällt hauptsächlich im Winterhalbjahr.

## Bevölkerungsentwicklung
| Jahr      | 1970 | 1981 | 1991 | 2001 | 2011 | 2021 |
| Einwohner | 608  | 388  | 310  | 260  | 182  | 171  |

Der Bevölkerungsrückgang seit den 1950er Jahren ist im Wesentlichen auf die Mechanisierung der Landwirtschaft, die Aufgabe von bäuerlichen Kleinbetrieben und den damit einhergehenden Verlust an Arbeitsplätzen zurückzuführen.

## Sehenswürdigkeiten
- Fabianus-und-Sebastianus-Kirche (Iglesia de San Fabián y San Sebastián)
- Christuskapelle

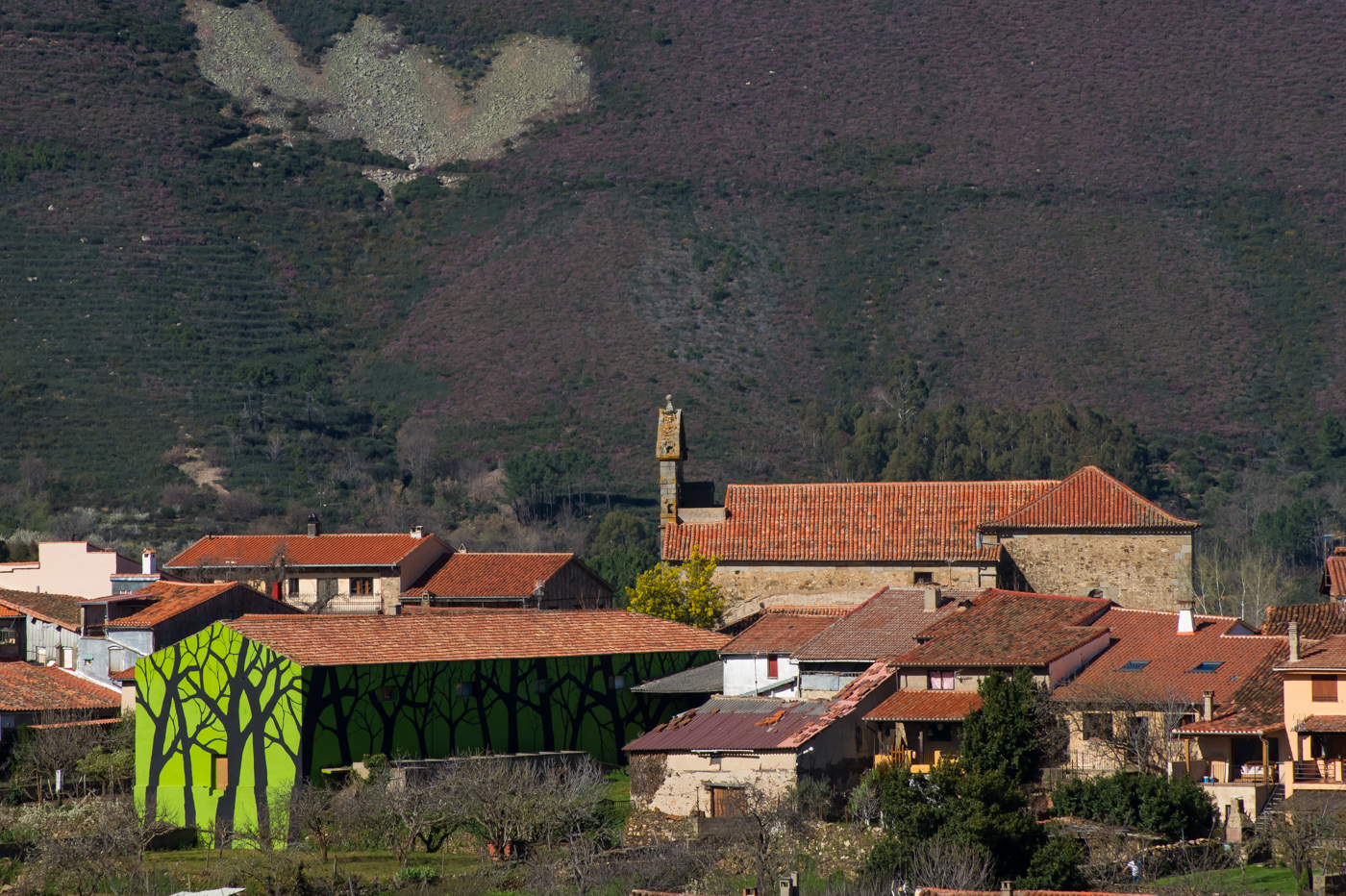
Fabianus-und-Sebastianus-Kirche
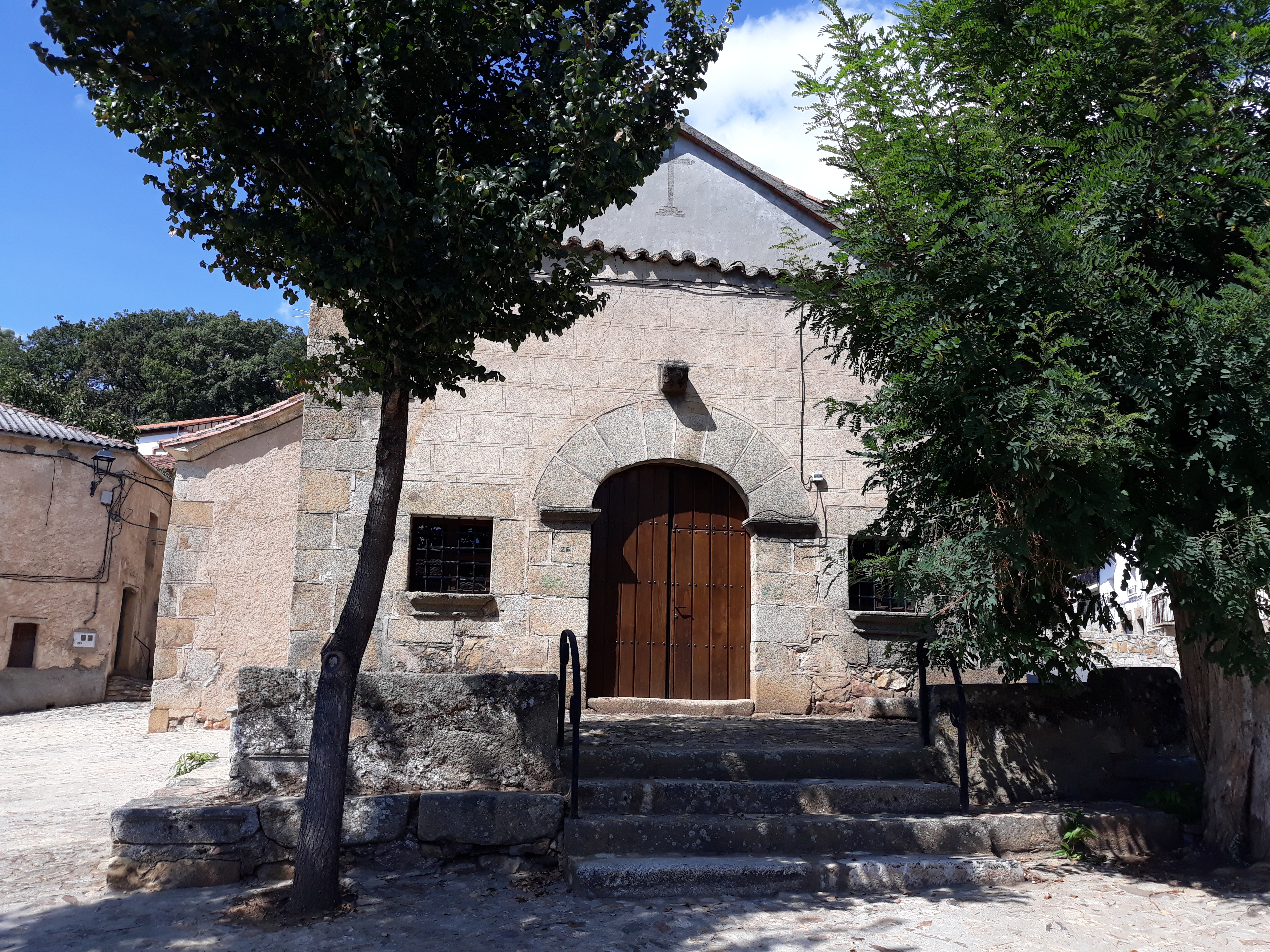
Christuskapelle

## Persönlichkeiten
- Francisco Gómez Marijuán (1906–1979), Bischof von Malabo
- Kike Maíllo (* 1975), Filmregisseur